# Year One
Year One è una raccolta dei Give Up the Ghost, pubblicata nel 2003 da Bridge 9 Records e Reflections Records.
Il disco ripropone due dei primi EP della band, American Nightmare e The Sun Isn't Getting Any Brighter, una cover di Kick Out the Jams degli MC5 e demo (alcune poi apparse in Background Music), oltre a due tracce dal vivo.

## Tracce
1. Protest Song #00 - 2:06
2. Sore Throat Syndrome - 1:59
3. Fuck What Fireworks Stand For - 2:18
4. The Ice Age Is Coming - 0:35
5. Please Die - 1:13
6. The Day the Music Died - 1:12
7. Farewell - 2:13
8. There's a Black Hole in the Shadow of the Pru - 2:02
9. I've Shared Your Lips So Now They Sicken Me - 0:49
10. Hearts - 1:00
11. Dead and Gone - 1:53
12. It's the Limit - 1:32
13. Kick Out the Jams - 2:47 (Davis, Kramer, Smith, Thompson, Tyner)
14. Shoplifting in a Ghost Town - 3:02
15. AM/PM [live] - 2:23
16. Farewell [live] - 2:25

## Formazione
Gruppo
- Wes Eisold - voce
- Tim Cossar - chitarra
- Brian Masek - chitarra
- Jarvis "Josh" Holden - basso
- Alex Garcia-Rivera - batteria

Produzione
- Tim Cossar - produttore
- Kurt Ballou - ingegnere del suono
- Dean Baltulonis - missaggio
- Jacob Bannon - design
- Linas Garsys - illustrazioni
- Josh - musicista addizionale